# Jurkovo Selo
Jurkovo Selo – wieś w Chorwacji, w żupanii zagrzebskiej, w gminie Žumberak. W 2011 roku liczyła 66 mieszkańców.